# 24: 리뎀션
24: 리뎀션(24: Redemption)은 2008년 개봉한 미국의 텔레비전 영화로, 텔레비전 시리즈 《24》의 영화화 작품이다.

## 출연

### 주연
- 키퍼 서덜랜드
- 체리 존스
- 밥 건튼
- 콜므 포어

### 조연
- 파워스 부스
- 로버트 칼라일
- 존 보이트
- 피터 맥니콜
- 길 벨로우스
- 하킴 캐 카짐
- 이삭 드 번콜
- 크리스 렘세
- 에릭 라이블리
- 제임스 조셉 오닐
- 칼리 포프
- 세바스찬 로체
- 토니 토드
- 마크 키엘리
- 숀 캐머런 마이클
- 시뷰일레 느게시
- 닉 토스
- 차마노 세베
- 패트릭 존 월턴
- 로숀 프랭클린

## 기타
- 공동제작: 조셉 A. 호지스
- 의상: 제임스 래피더스
- 배역: 데비 맨윌러
- 배역: 페기 케네디